# Werner Müller (Komponist)
Werner Müller (* 2. August 1920 in Berlin; † 28. Dezember 1998 in Köln) war ein deutscher Autor, Komponist, Dirigent, Arrangeur und Orchesterleiter. Er arbeitete auch unter den Pseudonymen Heinz Buchholz, Heinz Ullmer, Ricardo Santos.

## Leben
Eigentlich wollte Müller „Afrikaforscher“ werden, ersatzweise auch Mediziner. Sein Vater sorgte jedoch dafür, dass er eine Musikausbildung erhielt. Klavier und Geige waren die ersten Instrumente Müllers und mit 10 Jahren trat er bereits als Solist mit einem Violinkonzert von Mozart auf. 1936 ging Müller auf die Militärmusikschule in Bückeburg. Dort lernte er auch noch Posaune. Während des Wehrdienstes kam Müller in ein Musikcorps, in dem auch der Geiger Helmut Zacharias diente. In amerikanischer Kriegsgefangenschaft machte Werner Müller begeistert Bekanntschaft mit dem Swing.
1946 lernte Müller mit dem Orchester Kurt Widmann in Berlin die wohl „heißeste“ Band Berlins kennen, für den er bis 1948 arrangierte. Noch nicht ganz 30 Jahre alt, übernahm Müller 1949 das damals neu aufgestellte Tanzorchester des RIAS Berlin, zu dessen Erfolgsrezept dank Werner Müller bald die Formel „Swing mit viel String“ gehörte. Zu den Instrumentalisten des RIAS Tanzorchesters gehörten renommierte Musiker wie Klarinettist Rolf Kühn, Baritonsaxophonist Helmut Brandt, Pianist Fritz Schulz-Reichel oder auch Gitarrist Arno Flor.
Für das „viel String“ war zuständig der Konzertmeister des RIAS-Tanzorchesters Hans-Georg Arlt mit 18 Streichern. Die weitere Zusammenstellung des Orchesters, mit vier Trompeten, vier Posaunen, fünf Saxophonen und vier Rhythmusinstrumenten, verlieh den Aufnahmen einen unverwechselbaren Tanzorchester-Klang, der auch heute noch die Zuhörer fasziniert.
In den 1950er und 1960er Jahren kannte jeder Kinobesucher Müllers Titel „Sport und Musik“ aus der Sportberichterstattung in der Wochenschau. Ein Welterfolg wurde Mitte der 1950er Jahre sein Arrangement von „Malagueña“, komponiert ca. 1928 von dem Kubaner Ernesto Lecuona, in der Vokalversion mit Caterina Valente. Voller Stolz benannte Müller dann auch seine eigene Motoryacht nach diesem Titel. Müller verhalf als Produzent vielen Gesangssolisten der Nachkriegsjahre zu Starruhm, wie Rita Paul, Mona Baptiste oder auch Bully Buhlan. Aus Müllers Feder stammt die Titelmelodie der ARD Sportschau Topsy, welche ursprünglich als B-Seite der Single Schaufenster Deutschland veröffentlicht wurde.
Nach 18 Jahren in Berlin wechselte Müller 1967 über nach Köln, übernahm dort das WDR-Tanzorchester und war damit auch in vielen Fernsehshows zu sehen. Im Laufe der Zeit entstanden Dutzende von Schallplatten mit der Bezeichnung „Orchester Werner Müller“, von denen es jedoch nur sehr wenige in die CD-Zeit geschafft haben. Wegen des Umlautes „ü“ in seinem Namen nannte sich Müller für Plattenveröffentlichungen im Ausland dort auch „Ricardo Santos“. Erfolgreich wurden seine vielen Tango-Einspielungen und Instrumentaltitel wie „Baia“ von Ary Barroso oder „Siboney“ und „Malagueña“ sowie viele weitere Titel. Zahlreiche zeitgenössische, auch internationale Hits wurden vom Orchester Werner Müller als Instrumentalversionen neu eingespielt und in den werktäglichen Magazinsendungen des WDR-Hörfunks verwendet.
Müller war als RIAS- und WDR-Tanzorchesterchef vielfach als musikalischer Leiter für Sendungen von Hans Rosenthal verantwortlich: „Spaß muß sein“, „Allein gegen alle“, u. a. Auf dem Bildschirm produzierte er Anfang der 1960er Jahre die legendäre Sendereihe „Werner Müllers Schlager-Magazin“ (NDR/RIAS-Produktion) mit dem Moderator Harald Juhnke. Müllers Komposition
„Blende auf“ wurde während 42 Jahren täglich als Kennmelodie in der beliebten Sendung „Autofahrer unterwegs“ von Radio Wien (ORF) verwendet.
Auch als Buchautor konnte Müller Erfolge verzeichnen, so 1983 mit seinem Polit-Thriller Gold für tausend Jahre (Goldmann Verlag), dem noch drei weitere Thriller folgen sollten.

## Diskografie (Auszug)
- „Blende auf“ – Werner Müller und das RIAS-Tanzorchester, Bear Family Records BCD 16215 AH
- „Die großen deutschen Tanzorchester – Werner Müller und das RIAS Tanzorchester“, Documents / Membran
- „Das gibt sich bis 1970 (1956) / Die Musicbox“ – Werner Müller und das RIAS Tanzorchester, Single Polydor 23 358
- Feuilleton In Jazz  – Werner Müller Orchestra (Sonorama, 1960/61, ed. 2018)[2]
- Jazz Mutations – Werner Müller Orchestra (Sonorama, 1961, ed. 2018)[3]
- „Percussion in the Sky (1962) / Wild Strings“ (1963) – Werner Müller und das RIAS Tanzorchester, 2 LPs auf einer CD, Vocalion (UK) CDLK 4235
- „On the Move / The Latin Splendor of Werner Müller“ – Werner Müller und das RIAS Tanzorchester, 2 LPs auf einer CD, Vocalion (UK) CDLK 4303
- „Spectacular Tangos / Gypsy!“ – Werner Müller and his orchestra, 2 LPs auf einer CD, Vocalion (UK) CDLK 4318
- „On Broadway (1965) / Hawaiian Swing (1963)“ – Werner Müller and his orchestra, 2 LPs auf einer CD, Vocalion (UK) CDLK 4271
- „Germany (19??) / Vienna (1969)“ – Werner Müller and his orchestra, 2 LPs auf einer CD, Vocalion (UK) CDLK 4339
- „Tanzen mit – Werner Müller und dem WDR-Tanzorchester“, Delta Music, CD
- „Keep Smiling“ – Werner Müller, Jazz Club, CD
- „The Golden Sound of Werner Müller“ – Werner Müller und sein Orchester, CD, Teldec Polygram 1984, 8.25779 ZP
- „Tango Tango Tango“ – Werner Müller und sein Orchester, LP, Teldec 1983, 6.25672 AP

## Filmmusik
- 1952: Ideale Frau gesucht
- 1953: Hollandmädel
- 1953: Der keusche Josef
- 1953: Schlagerparade
- 1955: Ein Herz voll Musik
- 1955: Ja, ja, die Liebe in Tirol
- 1955: Musik im Blut
- 1956: Die Christel von der Post
- 1957: Hoch droben auf dem Berg
- 1957: Das Mädchen ohne Pyjama
- 1959: Du bist wunderbar
- 1961: Drei Mann in einem Boot

## Lexikalische Einträge
- Müller, Werner. In: Carl Dahlhaus (Hrsg.): Riemann Musiklexikon. 12., völlig neubearbeitete Auflage. Personenteil: L–Z, Ergänzungsband. Schott, Mainz 1975, S. 240.
- Jürgen Wölfer: Jazz in Deutschland. Das Lexikon. Alle Musiker und Plattenfirmen von 1920 bis heute. Hannibal, Höfen 2008, ISBN 978-3-85445-274-4.